# My Turn
My Turn är en musiksingel från 2018 som framförs av svenska sångaren John Lundvik. Låten är skriven av John Lundvik, Anna-Klara Folin och Jonas Thander. Han framförde den i den första deltävlingen av Melodifestivalen 2018 där han tog sig direkt till final. I finalen kom han på en tredje plats med låten. Låten handlar om hans resa från låtskrivare till artist. Efter hans framträdande i Melodifestivalen 2018 ansåg Markus Larsson från Aftonbladet att hade en av de starkaste rösterna som någonsin ställt upp i tävlingen. Natalie Demirian från Metro menade att hon skulle blivit besviken om inte låten åtminstone skulle gått till andra chansen.

## Listplaceringar
| Lista             | Placering |
| ----------------- | --------- |
| Sverigetopplistan | 10        |
| Digilistan        | 10        |

## Tävlingsplaceringar
| Lista                 | Placering |
| --------------------- | --------- |
| Melodifestivalen 2018 | 3         |